# Quadro de medalhas dos Jogos Olímpicos de Verão de 2008
O quadro de medalhas dos Jogos Olímpicos de Verão de 2008 é uma lista que classifica os Comitês Olímpicos Nacionais de acordo com o número de medalhas conquistadas nos Jogos realizados em Pequim, na China. 302 finais foram disputadas em 28 esportes.
Alguns países conquistaram sua primeira medalha olímpica nesses Jogos: o Afeganistão foi bronze no taekwondo, na categoria até 58 quilos masculino com Rohullah Nikpai (que venceu na repescagem o espanhol Juan Antonio Ramos, campeão mundial), as Ilhas Maurício, bronze no peso galo do boxe com Bruno Julie, o Sudão, prata no atletismo na prova 800 m masculino com Ismail Ahmed Ismail, o Tajiquistão, prata na luta livre categoria até 84 kg masculino com Yusup Abdusalomov e bronze no judô categoria até 73 kg masculino com Rasul Boqiev, o Togo, bronze na prova K-1 da canoagem slalom com Benjamin Boukpeti e Samoa, prata no levantamento de peso categoria acima de 75kg feminino com Ele Opeloge. Mongólia, com Naidangiin Tüvshinbayar no judô e Enkhbatyn Badar-Uugan no boxe e Panamá, com Irving Saladino na prova salto em distância masculino, conquistaram sua primeira medalha de ouro. Rashid Ramzi, do Bahrein, que havia sido o campeão dos 1500 metros do atletismo, conquistando assim a primeira medalha do seu país nos Jogos, teve seu resultado anulado em 17 de novembro de 2009 após a confirmação do uso de doping.

## O quadro

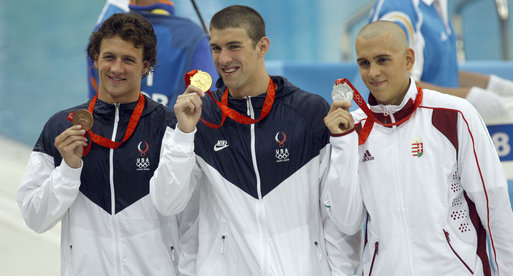
Michael Phelps (ao centro) conquistou oito medalhas de ouro nos Jogos.

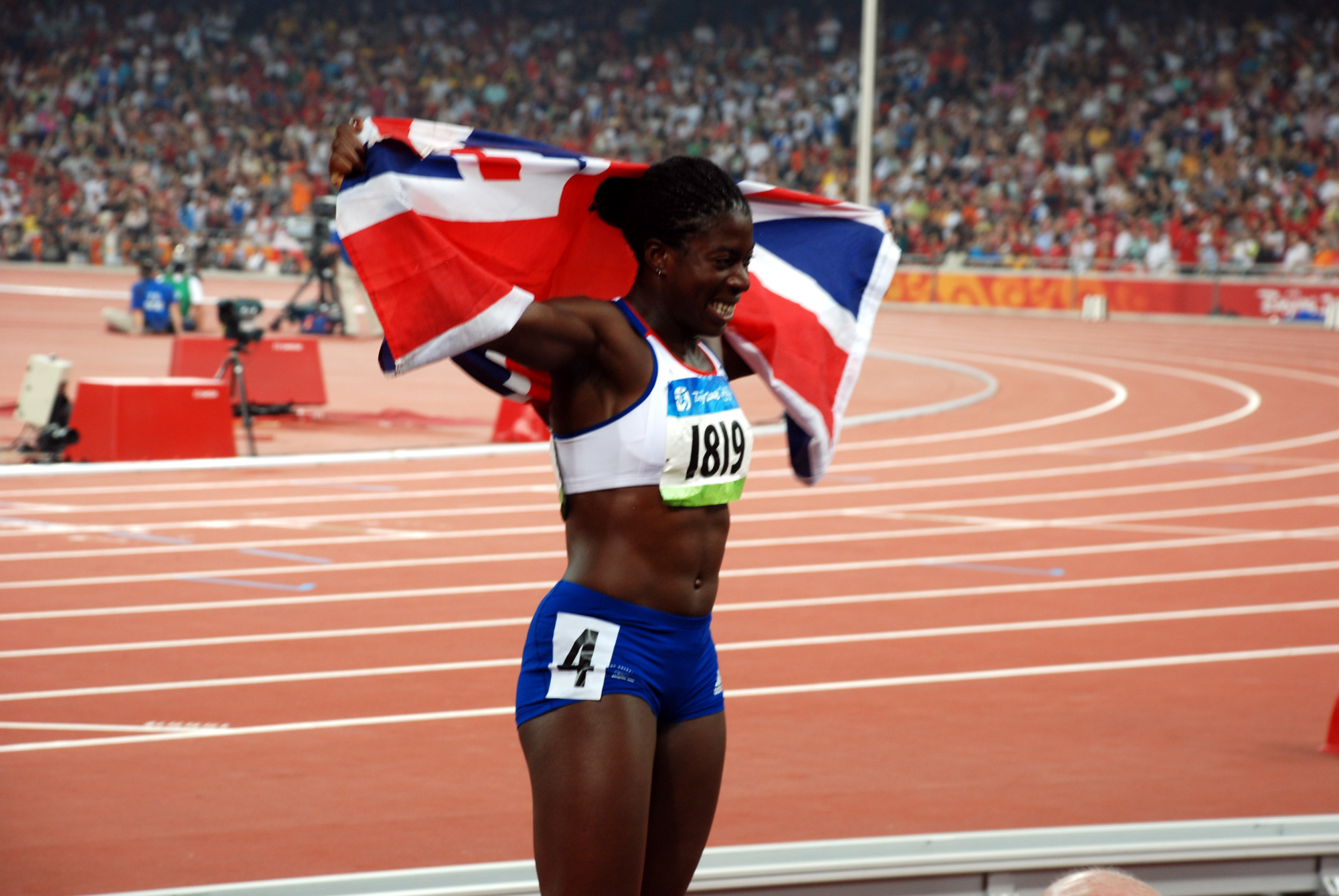
A britânica Christine Ohuruogu, campeã olímpica dos 400 m feminino.

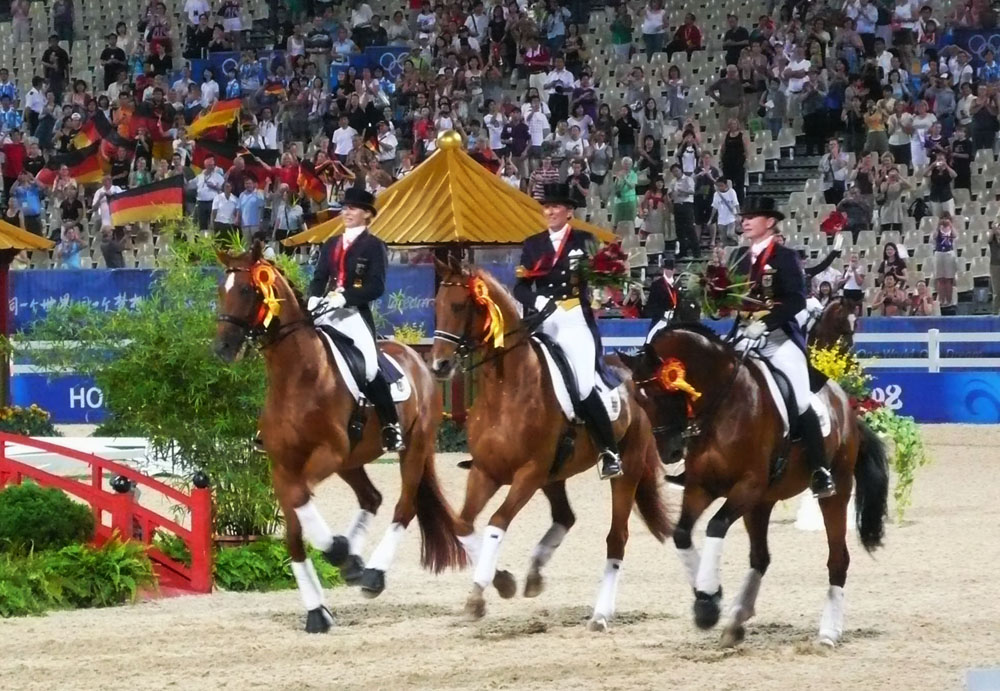
Equipe alemã, campeã do adestramento por equipes do hipismo.

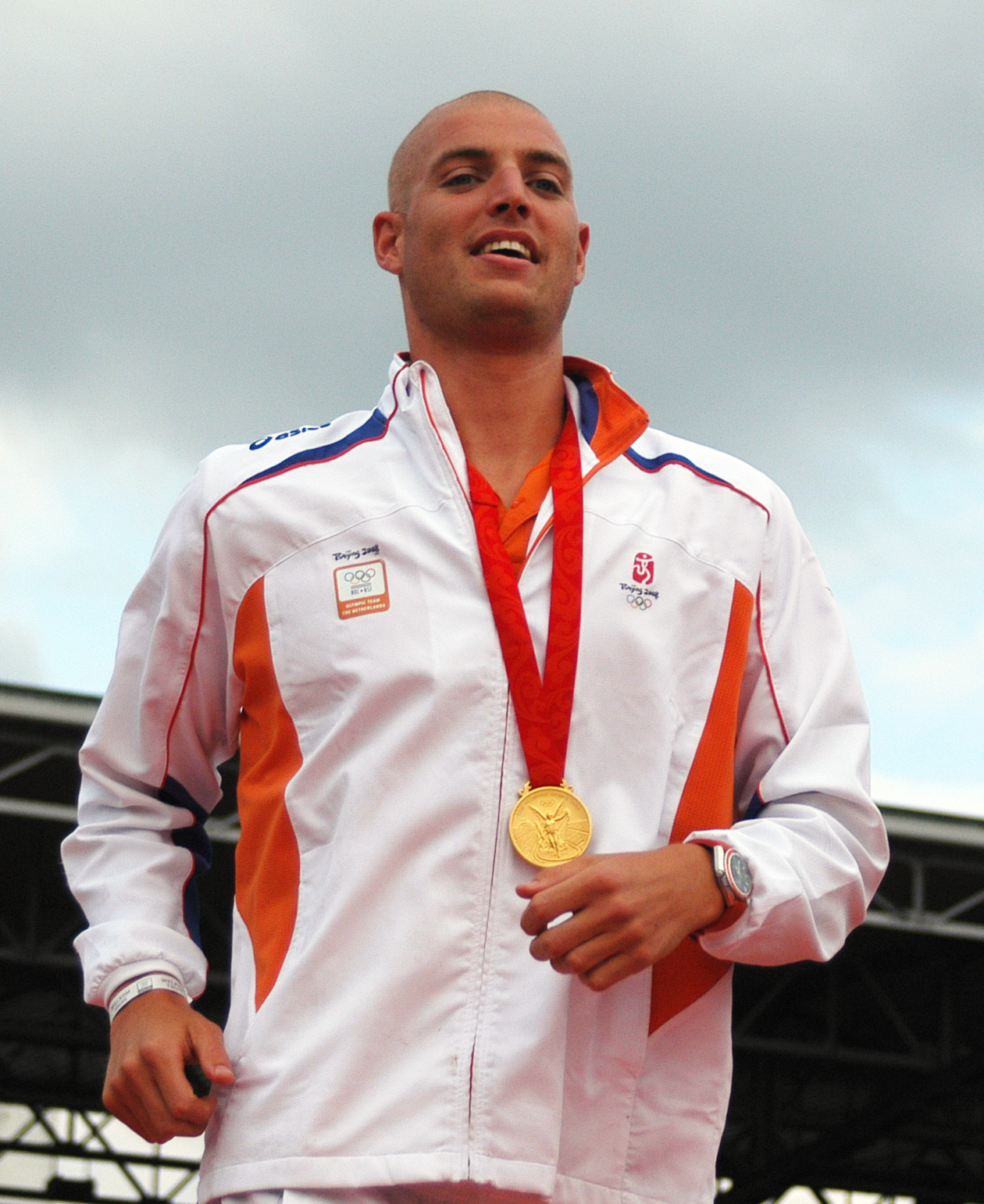
Maarten van der Weijden se recuperou de uma leucemia e venceu os 10 km masculino da natação.

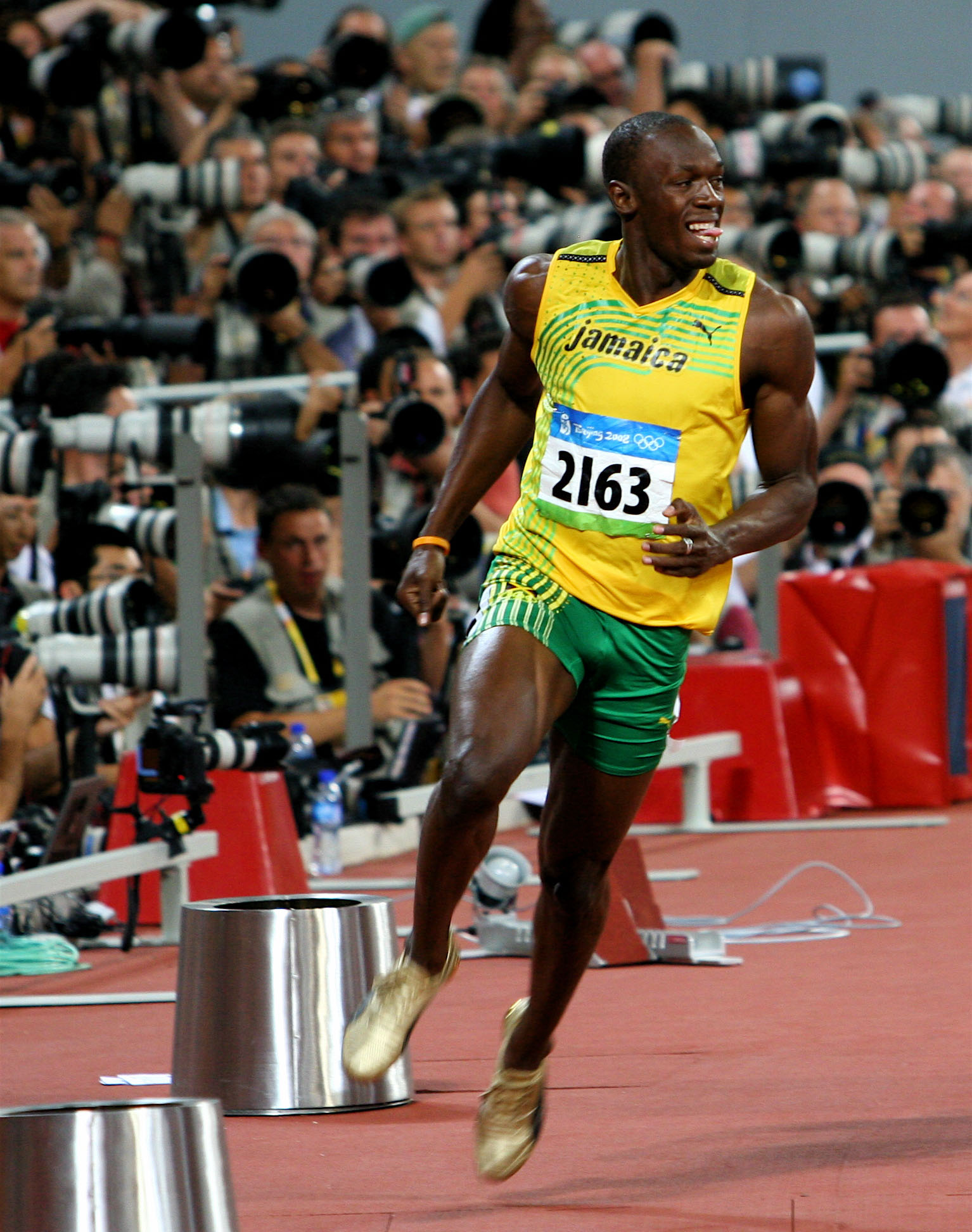
Usain Bolt conquistou três medalhas de ouro com três quebras de recordes mundiais no atletismo.

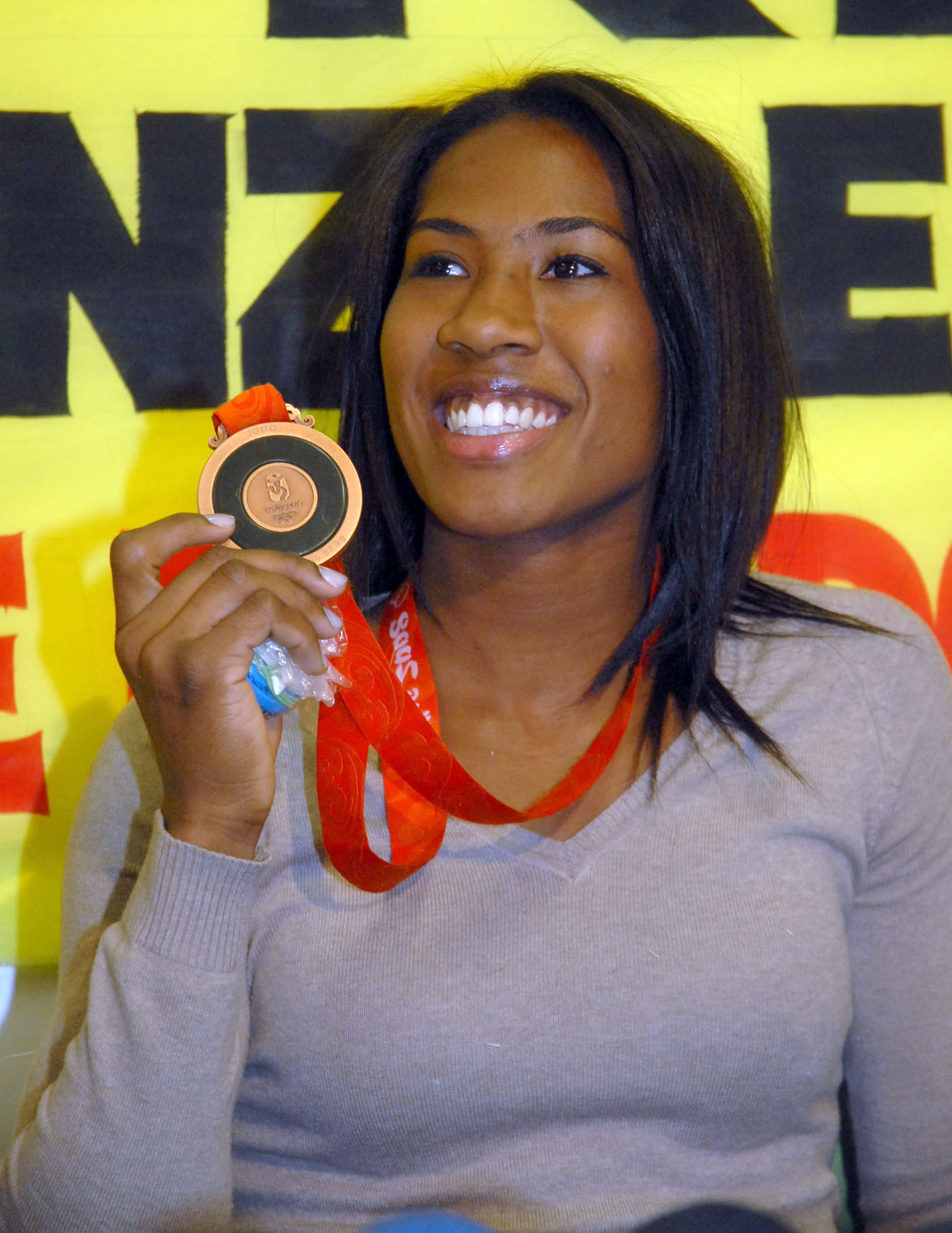
Ketleyn Quadros se tornou a primeira mulher brasileira a conquistar uma medalha olímpica em esporte individual ao ficar com o bronze na categoria até 57 kg do judô.

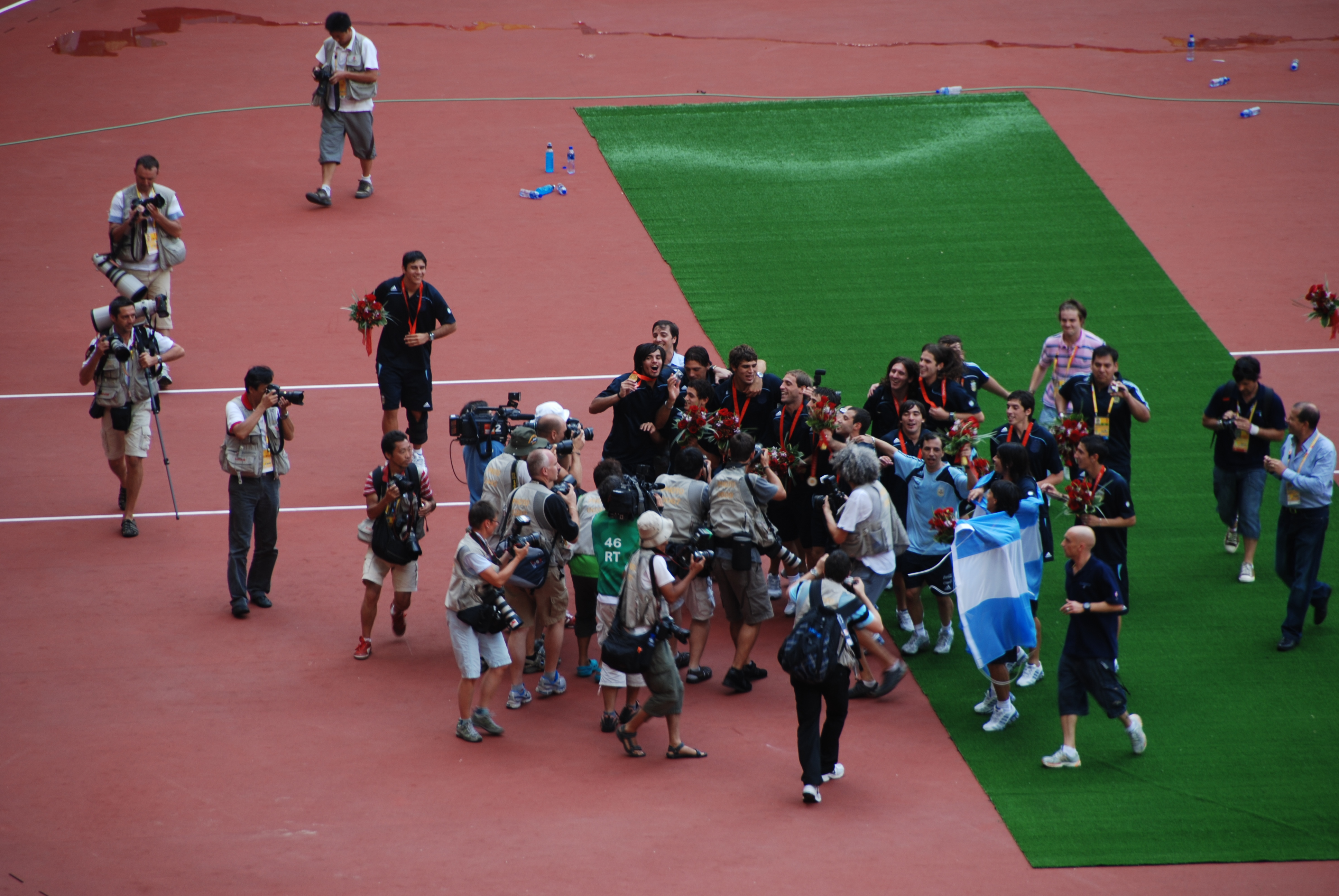
A seleção argentina foi campeã do futebol masculino.

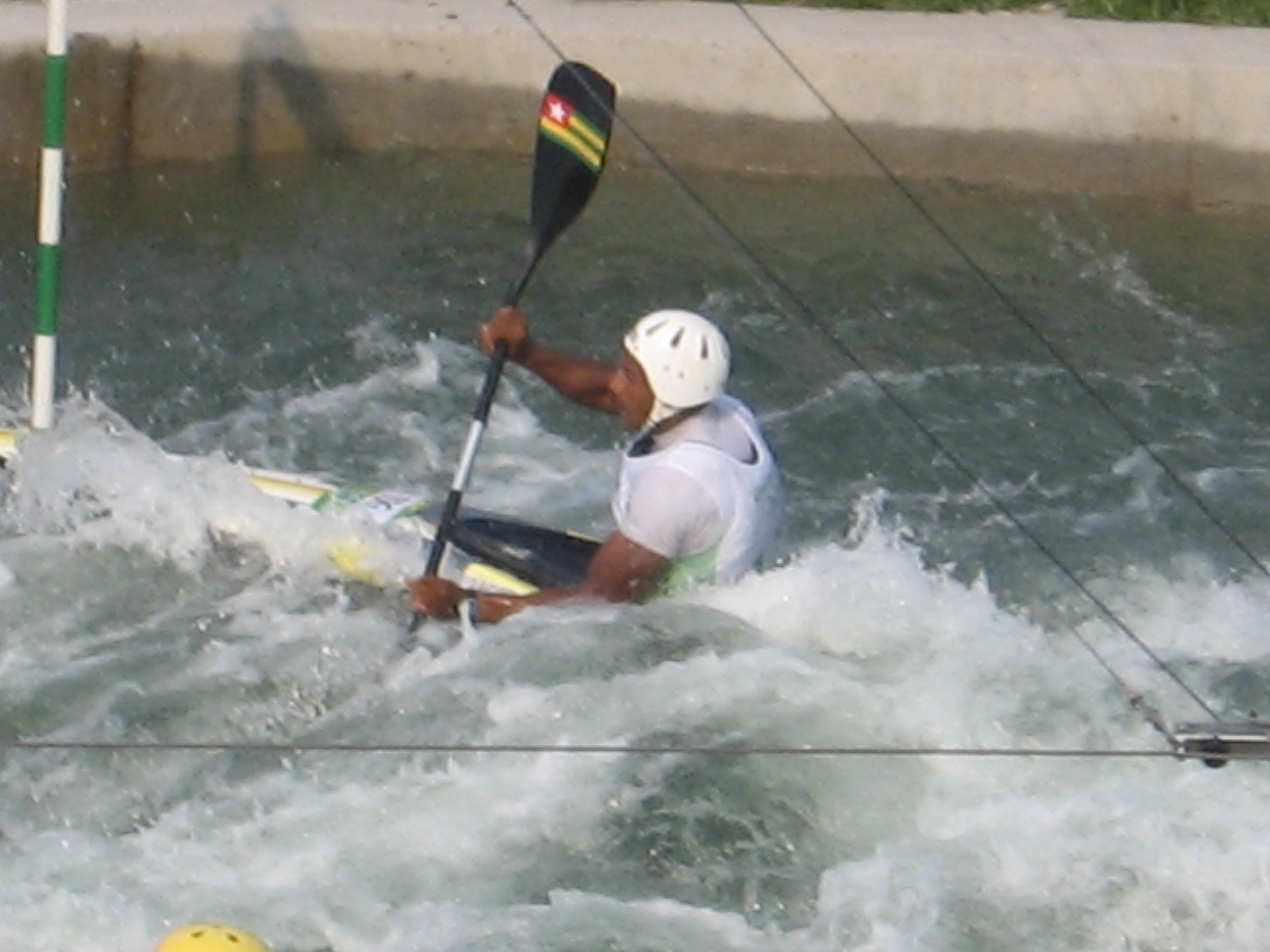
Benjamin Boukpeti conquistou a primeira medalha do Togo em Jogos Olímpicos.

O quadro de medalhas está classificado de acordo com o número de medalhas de ouro, estando as medalhas de prata e bronze como critérios de desempate em caso de países com o mesmo número de ouros. O Comitê Olímpico Internacional não reconhece a existência de um quadro de medalhas, alegando que isso cria uma competição entre os países, o que não é o objetivo dos Jogos.
No boxe, no judô, no taekwondo e nas lutas são concedidas duas medalhas de bronze. Além disso, três eventos terminaram com empate: nos 100 m feminino do atletismo, duas atletas ficaram com a prata e nenhuma com o bronze. Nos 100 m costas masculino e nos 100 m livre masculino da natação o empate ocorreu no terceiro lugar, e duas medalhas de bronze foram concedidas.
87 países conquistaram medalhas.
     País sede destacado.
| Ordem | País                     | Medalha de ouro | Medalha de prata | Medalha de bronze |     |
| ----- | ------------------------ | --------------- | ---------------- | ----------------- | --- |
| 1     | CHN China                | 48              | 22               | 30                | 100 |
| 2     | USA Estados Unidos       | 36              | 39               | 37                | 112 |
| 3     | RUS Rússia               | 24              | 13               | 23                | 60  |
| 4     | GBR Grã-Bretanha         | 19              | 13               | 19                | 51  |
| 5     | GER Alemanha             | 16              | 11               | 14                | 41  |
| 6     | AUS Austrália            | 14              | 15               | 17                | 46  |
| 7     | KOR Coreia do Sul        | 13              | 11               | 8                 | 32  |
| 8     | JPN Japão                | 9               | 8                | 8                 | 25  |
| 9     | ITA Itália               | 8               | 9                | 10                | 27  |
| 10    | FRA França               | 7               | 16               | 20                | 43  |
| 11    | NED Países Baixos        | 7               | 5                | 4                 | 16  |
| 12    | UKR Ucrânia              | 7               | 4                | 11                | 22  |
| 13    | KEN Quênia               | 6               | 4                | 6                 | 16  |
| 14    | ESP Espanha              | 5               | 11               | 3                 | 19  |
| 15    | JAM Jamaica              | 5               | 4                | 2                 | 11  |
| 16    | POL Polônia              | 4               | 5                | 2                 | 11  |
| 17    | ETH Etiópia              | 4               | 2                | 1                 | 7   |
| 18    | ROU Romênia              | 4               | 1                | 4                 | 9   |
| 19    | CUB Cuba                 | 3               | 10               | 17                | 30  |
| 20    | CAN Canadá               | 3               | 9                | 8                 | 20  |
| 21    | HUN Hungria              | 3               | 5                | 2                 | 10  |
| 22    | NOR Noruega              | 3               | 5                | 1                 | 9   |
| 23    | BRA Brasil               | 3               | 4                | 10                | 17  |
| 24    | BLR Bielorrússia         | 3               | 4                | 7                 | 14  |
| 25    | CZE República Checa      | 3               | 3                | 1                 | 7   |
| 26    | SVK Eslováquia           | 3               | 3                |                   | 6   |
| 27    | NZL Nova Zelândia        | 3               | 2                | 4                 | 9   |
| 28    | GEO Geórgia              | 3               | 2                | 2                 | 7   |
| 29    | KAZ Cazaquistão          | 2               | 3                | 4                 | 9   |
| 30    | DEN Dinamarca            | 2               | 2                | 3                 | 7   |
| 31    | PRK Coreia do Norte      | 2               | 2                | 2                 | 6   |
|       | THA Tailândia            | 2               | 2                | 2                 | 6   |
| 33    | MGL Mongólia             | 2               | 2                |                   | 4   |
| 34    | SUI Suíça                | 2               | 1                | 4                 | 7   |
| 35    | ARG Argentina            | 2               |                  | 4                 | 6   |
| 36    | MEX México               | 2               |                  | 2                 | 4   |
| 37    | BEL Bélgica              | 2               |                  |                   | 2   |
| 38    | ZIM Zimbabwe             | 1               | 3                |                   | 4   |
| 39    | SLO Eslovênia            | 1               | 2                | 2                 | 5   |
| 40    | AZE Azerbaijão           | 1               | 1                | 4                 | 6   |
|       | INA Indonésia            | 1               | 1                | 4                 | 6   |
| 42    | BUL Bulgária             | 1               | 1                | 3                 | 5   |
|       | TUR Turquia              | 1               | 1                | 3                 | 5   |
| 44    | FIN Finlândia            | 1               | 1                | 2                 | 4   |
|       | TPE Taipé Chinês         | 1               | 1                | 2                 | 4   |
| 46    | LAT Letônia              | 1               | 1                | 1                 | 3   |
| 47    | DOM República Dominicana | 1               | 1                |                   | 2   |
|       | EST Estônia              | 1               | 1                |                   | 2   |
|       | POR Portugal             | 1               | 1                |                   | 2   |
|       | TRI Trinidad e Tobago    | 1               | 1                |                   | 2   |
| 51    | IND Índia                | 1               |                  | 2                 | 3   |
| 52    | IRI Irã                  | 1               |                  | 1                 | 2   |
| 53    | CMR Camarões             | 1               |                  |                   | 1   |
|       | PAN Panamá               | 1               |                  |                   | 1   |
|       | TUN Tunísia              | 1               |                  |                   | 1   |
| 56    | SWE Suécia               |                 | 4                | 1                 | 5   |
| 57    | LTU Lituânia             |                 | 3                | 2                 | 5   |
|       | NGR Nigéria              |                 | 3                | 2                 | 5   |
| 59    | CRO Croácia              |                 | 2                | 3                 | 5   |
| 60    | COL Colômbia             |                 | 2                | 1                 | 3   |
|       | GRE Grécia               |                 | 2                | 1                 | 3   |
| 62    | ARM Armênia              |                 | 1                | 4                 | 5   |
| 63    | UZB Uzbequistão          |                 | 1                | 3                 | 4   |
| 64    | AUT Áustria              |                 | 1                | 2                 | 3   |
|       | IRL Irlanda              |                 | 1                | 2                 | 3   |
|       | KGZ Quirguistão          |                 | 1                | 2                 | 3   |
|       | SRB Sérvia               |                 | 1                | 2                 | 3   |
| 68    | ALG Argélia              |                 | 1                | 1                 | 2   |
|       | BAH Bahamas              |                 | 1                | 1                 | 2   |
|       | MAR Marrocos             |                 | 1                | 1                 | 2   |
|       | TJK Tajiquistão          |                 | 1                | 1                 | 2   |
| 72    | RSA África do Sul        |                 | 1                |                   | 1   |
|       | CHI Chile                |                 | 1                |                   | 1   |
|       | ECU Equador              |                 | 1                |                   | 1   |
|       | ISL Islândia             |                 | 1                |                   | 1   |
|       | MAS Malásia              |                 | 1                |                   | 1   |
|       | SAM Samoa                |                 | 1                |                   | 1   |
|       | SIN Singapura            |                 | 1                |                   | 1   |
|       | SUD Sudão                |                 | 1                |                   | 1   |
|       | VIE Vietnã               |                 | 1                |                   | 1   |
| 81    | EGY Egito                |                 |                  | 2                 | 2   |
| 82    | AFG Afeganistão          |                 |                  | 1                 | 1   |
|       | ISR Israel               |                 |                  | 1                 | 1   |
|       | MRI Maurício             |                 |                  | 1                 | 1   |
|       | MDA Moldávia             |                 |                  | 1                 | 1   |
|       | TOG Togo                 |                 |                  | 1                 | 1   |
|       | VEN Venezuela            |                 |                  | 1                 | 1   |
| TOTAL | TOTAL                    | 302             | 303              | 353               | 958 |

## Mudanças no quadro de medalhas

### Por doping
- PRK Kim Jong-su perdeu um bronze e uma prata por uso de propranolol. O terceiro lugar na prova pistola de ar de 10 metros masculino do tiro esportivo ficou com Jason Turner, dos Estados Unidos, e o segundo na prova Pistola livre 50 m masculino, com Tan Zongliang, da China, que havia ficado com o bronze, medalha dada a Vladimir Isakov, da Rússia.[18]
- UKR Lyudmila Blonska perdeu a prata no heptatlo por uso de metiltestosterona.[19] A medalha foi para Hyleas Fountain, dos Estados Unidos, e o bronze, para Tatyana Chernova, da Rússia (posteriormente também desclassificada).[20]
- NOR Tony André Hansen e equipe perderam a medalha de bronze na prova de saltos do hipismo em 22 de dezembro de 2008. O cavalo Camiro, de Hansen, testou positivo para capsaicina. A medalha foi para a equipe da Suíça.[21]
- BRN Rashid Ramzi perdeu o ouro dos 1500 metros do atletismo em 17 de novembro de 2009 após a confirmação do uso da substância CERA, variação da eritropoietina. A medalha foi herdada por Asbel Kipruto Kiprop, do Quênia, ficando a prata com Nicholas Willis, da Nova Zelândia, e o bronze com Mehdi Baala, da França.[12][13]
- ITA Davide Rebellin perdeu a prata da prova de corrida em estrada do ciclismo em 17 de novembro de 2009, também por uso da substância CERA. Fabian Cancellara, da Suíça, herdou a medalha, deixando a de bronze para Alexandr Kolobnev, da Rússia.[22]
- TUR Sibel Özkan perdeu a prata na categoria até 48 kg do halterofilismo em 22 de julho de 2016, por uso de estanozolol.[23]
- RUS Yuliya Chermoshanskaya e equipe perderam a medalha de ouro na prova de revezamento 4x100 metros feminino do atletismo em 16 de agosto de 2016. Chermoshanskaya teve suas amostras reanalisadas e acabou pega em duas substâncias proibidas.[24]
- RUS Anastasiya Kapachinskaya, Tatyana Firova e equipe perderam a medalha de prata na prova de revezamento 4x400 metros feminino do atletismo em 19 de agosto de 2016. Kapachinskaya teve suas amostras reanalisadas, sendo pega em duas substâncias proibidas.[25] Firova também foi pega nas suas amostras com duas substâncias dopantes.[26]
- CUB Yarelys Barrios perdeu o prata no arremesso de disco feminino do atletismo em 1 de setembro de 2016, por uso de turinabol.[27]
- RUS Mariya Abakumova perdeu o prata no lançamento de dardo feminino do atletismo em 13 de setembro de 2016, por uso de acetazolamida.[28]
- RUS Anna Chicherova perdeu o bronze no salto em altura feminino do atletismo em 6 de outubro de 2016, por uso de turinabol.[29]

Em 31 de agosto de 2016
- Halterofilismo
  - RUS Marina Shainova perdeu a prata na categoria até 58 kg feminino por uso de estanozolol e turinabol.[26]
  - ARM Tigran Guevorg Martirossian perdeu o bronze na categoria até 69 kg masculino por uso de estanozolol e turinabol.[26]
  - RUS Nadejda Evstiukhina perdeu o bronze na categoria até 75 kg feminino por uso de EPO e turinabol.[26]

Em 26 de outubro de 2016
- Atletismo
  - RUS Yekaterina Volkova perdeu a medalha de bronze nos 3000 m com obstáculos feminino por uso de turinabol.[30]

- Halterofilismo
  - BLR Andrei Ribakov perdeu a prata na categoria até 85 kg masculino por uso de estanozolol e turinabol.[30]
  - BLR Nastassia Novikava perdeu o bronze na categoria até 53 kg feminino por uso de estanozolol e turinabol.[30]
  - UKR Olha Korobka perdeu a prata na categoria acima de 75 kg feminino por uso de turinabol.[30]

- Lutas
  - UZB Soslan Tigiev perdeu a prata na categoria até 74 kg masculino da luta livre por uso de turinabol.[30]
  - KAZ Taimuraz Tigiyev perdeu a prata na categoria até 96 kg masculino da luta livre por uso de turinabol.[30]

Em 12 de janeiro de 2017
- Halterofilismo
  - CHN Chen Xiexia perdeu o ouro na categoria até 48 kg feminino por uso das substâncias GHRP-2 e o metabólito GHRP-2 M2.[31]
  - CHN Liu Chunhong perdeu o ouro na categoria até 69 kg feminino por uso das substâncias GHRP-2 e o metabólito GHRP-2 M2.[31]
  - CHN Cao Lei perdeu o ouro na categoria até 75 kg feminino por uso das substâncias GHRP-2 e o metabólito GHRP-2 M2.[31]
- Atletismo
  - BLR Nadzeya Ostapchuk perdeu o bronze no arremesso de peso feminino por uso de turinabol e tamoxifeno.[31]

Em 25 de janeiro de 2017
- Atletismo
  - JAM Nesta Carter e equipe perderam a medalha de ouro na prova de revezamento 4x100 metros masculino do atletismo por uso de doping.[32]
  - RUS Tatyana Lebedeva perdeu duas medalhas de prata nas provas de salto triplo feminino e salto em distância feminino por uso de turinabol.[33]

### Por expulsão
- SWE Ara Abrahamian perdeu o bronze na categoria até 84kg da luta greco-romana por ter abandonado o pódio durante a cerimônia de premiação e jogado a medalha no chão, em protesto pela decisão dos árbitros, que o eliminaram nas semifinais.[34]

### Restauradas
- BLR Vadim Devyatovskiy e Ivan Tsikhan perderam as medalhas de prata e bronze, respectivamente no arremesso de martelo em 11 de dezembro de 2008. Ambos testaram positivo para testosterona exógena. A medalha de prata foi para Krisztián Pars, da Hungria, e a de bronze para Koji Murofushi do Japão.[35] No entanto, ambos os atletas tiveram suas medalhas restauradas em junho de 2010 após decisão do Tribunal Arbitral do Esporte, que considerou que os testes de doping não foram realizados adequadamente.[36]